# 熊本市立碩台小学校
熊本市立碩台小学校（くまもとしりつ せきだいしょうがっこう）は、熊本県熊本市中央区井川淵町にある公立小学校。

## 沿革
（沿革節の主要な出典は公式サイト）
- 1873年（明治6年） - 坪井小学校として開校
- 1874年（明治7年） - 八百屋町に移転する
- 1875年（明治8年） - 広町に移転、壷街学校に名称変更
- 1878年（明治11年） - 碩台町に移築、碩台小学校に名称変更
- 1885年（明治18年） - 白水小学校と合併
- 1888年（明治21年） - 付属として碩台幼稚園を設置
- 1890年（明治23年） - 南千反畑町へ移転
- 1910年（明治43年） - 碩台尋常小学校に名称変更
- 1923年（大正12年） - 男子高等科設置
- 1930年（昭和5年） - 現在地に移転
- 1941年（昭和16年） - 碩台国民学校に校名変更
- 1946年（昭和21年） - 校歌「なでしこの歌」と「校訓」誕生
- 1947年（昭和22年） - 碩台小学校に名称を戻し、高等科を廃止。校地内に熊本市立竜南中学校を併設
- 1950年（昭和25年） - 熊本市立竜南中学校を校地内から分離
- 1963年（昭和38年） - 特殊学級分教室（愛育学園）を清水町738に開設
- 1966年（昭和41年） - 熊本市立城北小学校に特殊学級を移管

## 委員会
生活健康委員会
体育食育委員会
図書委員会
環境委員会
放送委員会
音楽委員会

## クラブ活動

### 文化部
- 合唱部
- 1935年（昭和10年） - 第4回NHK全国学校音楽コンクール全国コンクール優勝（男子）
- 1936年（昭和11年） - 第5回NHK全国学校音楽コンクール全国コンクール優勝（男子）
- 1937年（昭和12年） - 第6回NHK全国学校音楽コンクール全国コンクール優勝（男子・女子）
- 1938年（昭和13年） - 第7回NHK全国学校音楽コンクール全国コンクール優勝（女子）
- 1955年（昭和30年） - 第22回NHK全国学校音楽コンクール全国コンクール2位
- 1969年（昭和44年） - 第36回NHK全国学校音楽コンクール全国コンクール優良賞
- 2008年（平成20年） - 第75回NHK全国学校音楽コンクール熊本県コンクール銅賞
- 2009年（平成21年） - 第76回NHK全国学校音楽コンクール九州コンクール銅賞
- 2023年 (令和5年)  - 第90回NHK全国学校音楽コンクール九州コンクール銅賞

## 学校周辺
- 吉田司家
- 藤崎八旛宮
- 子飼商店街
- 恵比寿神社
- 夏目漱石住居跡地

## 大会
器楽コンクールで数々の受賞をしている。また、園芸も盛んで緑化コンクールでも優秀な成績を収めている。

## 著名な卒業生
- 荒木俊馬（物理学者・京都産業大学創設者）
- 河野壽（陸軍軍人、二・二六事件に参加）
- 水前寺清子（歌手）
- 本山彦一（毎日新聞社5代目社長）
- 宝野アリカ（歌手）